# Adenoide Konstitution
Die adenoide Konstitution bezeichnet eine übermäßige Entwicklung der aus lymphatischem Gewebe bestehenden Organe des Rachens (Rachen-, Zungen- und Gaumenmandeln) bei Kindern. Der Ausdruck adenoide Konstitution wird heute kaum noch verwendet.
Die adenoide Konstitution wird für schnarchendes Atmen mit offenem Mund, näselnde Sprache, vorspringende Oberkieferschneidezähne, einen spitz zulaufenden, hochgewölbten Gaumen und „dümmliches Aussehen“ verantwortlich gemacht. Das Symptombild geht häufig mit besonderer Anfälligkeit für Erkältungskrankheiten einher. Eine Behandlung erfolgt durch Entfernung der Rachenmandel (Adenotomie) und eventuell der Gaumenmandeln (Tonsillektomie), früher wurden Solbäder, Licht, Luft oder Sport empfohlen. 
Als erster beschrieb der dänische Mediziner Wilhelm Meyer die adenoide Konstitution.